# جينغدتشن
جينغدتشن (بالصينية: 景德镇市 )‏ هي مدينة على مستوى محافظة، في جمهورية الصين الشعبية، تتبع جيانغشي، تبلغ مساحتها 5,256 كيلومتر مربع، رمزها البريدي هو 333000.

## معرض صور

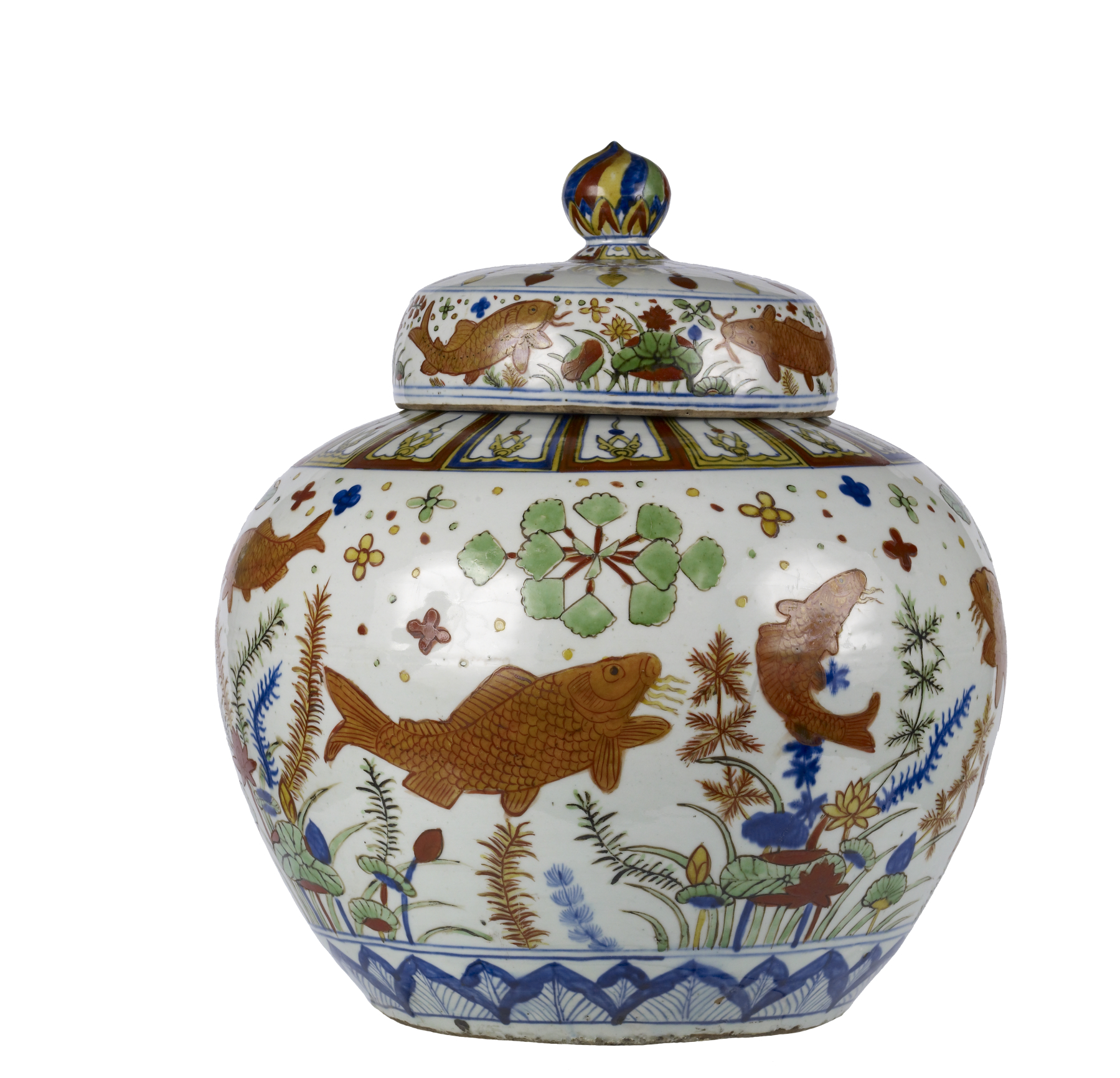
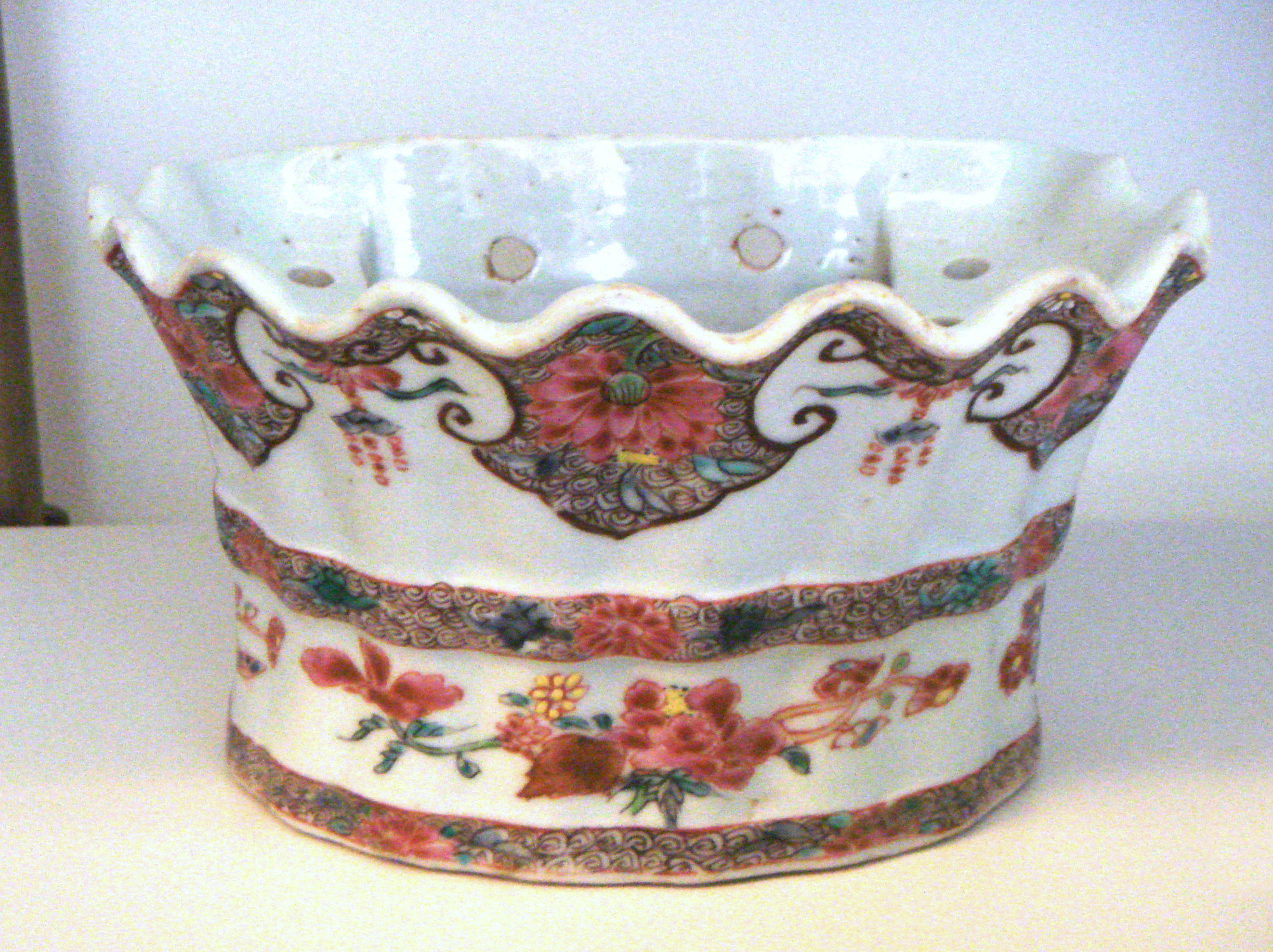
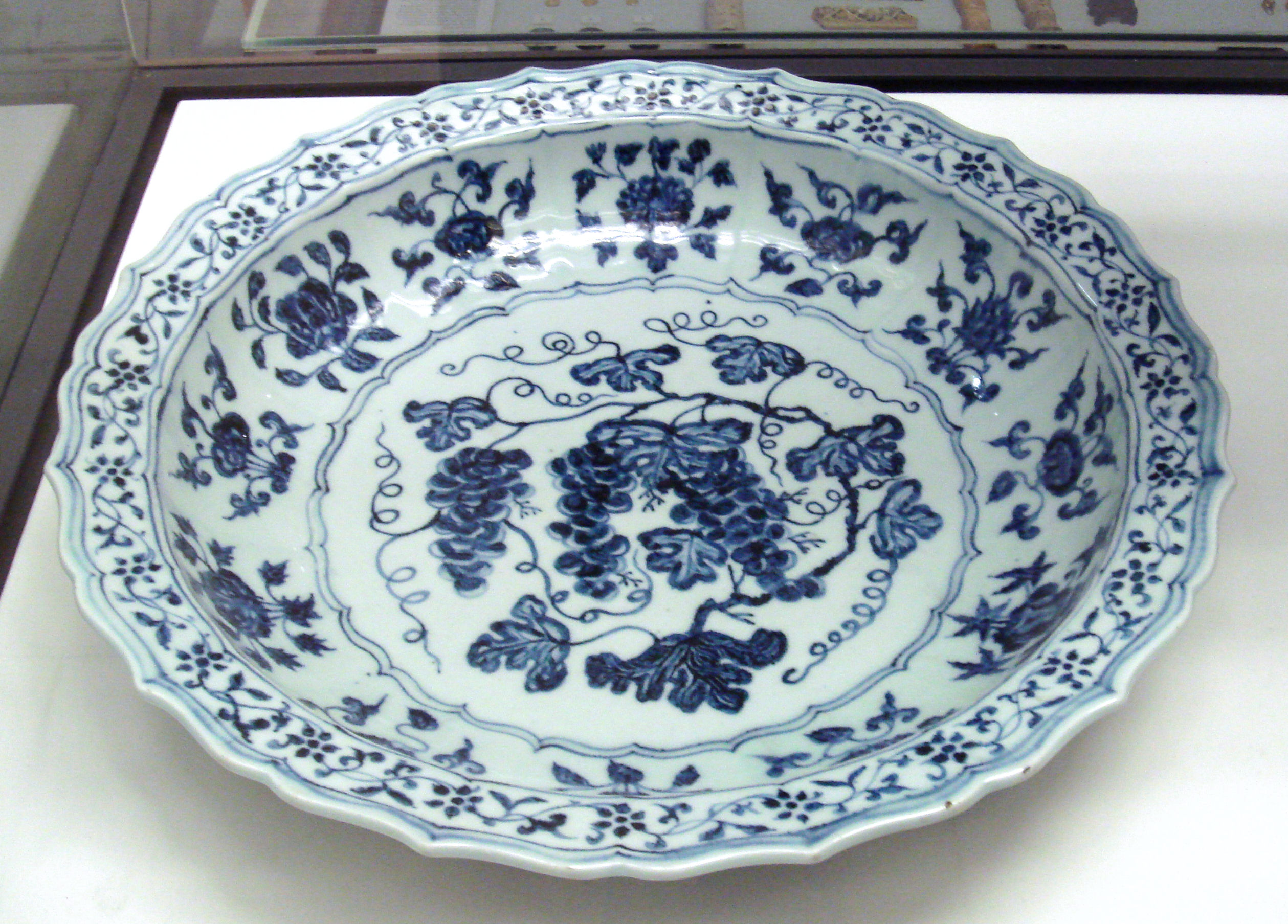
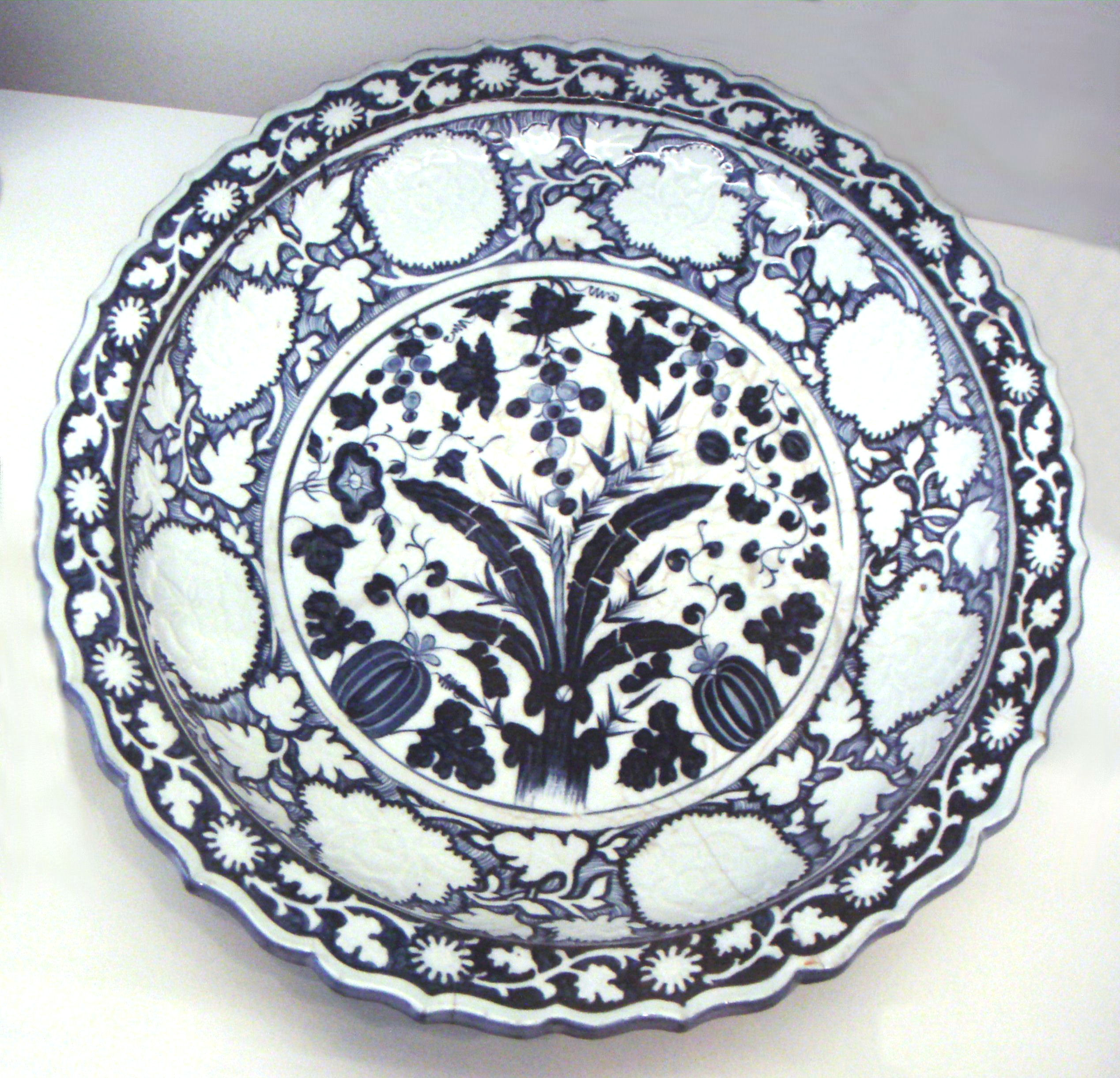

## مدن توأم
المدن التوأم:
- فاينزا.

## التقسيمات الإدارية
- Changjiang, Jingdezhen [الإنجليزية]‏
- Zhushan, Jingdezhen [الإنجليزية]‏
- Fuliang County [الإنجليزية]‏
- ليبينغ  [لغات أخرى]‏.

## أعلام
- تشن وي
- يانغ شين
- هي جينغ